# Варейкис, Иосиф Михайлович
Ио́сиф (Юозас) Миха́йлович Варе́йкис (лит. Juozas Vareikis; 6 (18) октября 1894, селение Асека-Варейки, Вепровская волость, Вилькомирский уезд, Ковенская губерния — 28 июля 1938, расстрельный полигон «Коммунарка») — советский партийный и государственный деятель, активный организатор массовых репрессий.
Член РСДРП(б) с 1913 года, кандидат в члены ЦК (1924—1930), член ЦК ВКП (б) (1930—1937).

## Начальная биография
Родился в литовской рабочей семье.
Окончил низшее ремесленное училище, работал токарем-инструментальщиком на заводах Москвы и Московской губернии (завод швейных машин Зингер, фабрика Опеля) и других.
В 1911 году стал активистом нелегальных социал-демократических ячеек, а в 1913 году вступил в РСДРП(б).
Летом 1913 года Иосифом Варейкисом и ещё двумя большевиками был основан физкультурный кружок в Подольске с целью вовлечения рабочих в революционную деятельность. При его участии была основана футбольная команда завода швейных машин «Зингер».
В. М. Молотов в воспоминаниях утверждал, что Варейкис был агентом царской охранки

## Первая мироваяиГражданская войны
С 1914 года Иосиф Варейкис вёл пораженческую пропаганду и стал автором листовок-обращений за поражение своего правительства в войне. Вёл политическую и экономическую агитацию среди рабочих, читал доклады в рабочих клубах, входил в руководство многих забастовок.
После Февральской буржуазной революции был избран членом президиума Подольского совета, Московской губернии, а с августа 1917 года, работая токарем в Екатеринославе, на заводе Мантеля, — также входил в городской комитет РСДРП. На заводе Мантеля он организовал отряд Красной гвардии. Во время Октябрьской социалистической революции состоял в президиуме Екатеринославского совета.
С января 1918 года становится секретарём Донецко-Криворожского обкома РКП(б) в Харькове и народным комиссаром социального обеспечения и призрения Донецко-Криворожской республики, где работал вместе с Сергеевым-«Артёмом» и Климентом Ворошиловым). Также был членом редакционной коллегии газеты «Донецкий пролетарий» (Харьков)
С июня 1918 по август 1920 года работал председателем Симбирского губкома РКП(б), членом Революционного военного совета и чрезвычайным комендантом Симбирска во время обороны города от частей чехословацкого корпуса.
В июле 1918 года, вместе с М. Н. Тухачевским, руководил подавлением восстания левых эсеров, а также произвёл арест командующего Восточным фронтом М. А. Муравьёва и его сторонников.

## Послевоенная карьера
С 1920 по 1921 годы работал в Витебске уполномоченным ВЦИК и Народным комиссаром продовольствия, а также председателем Витебского губисполкома, а с 1921 по 1923 год — заместителем председателя Бакинского совета. Иосиф Варейкис стал инициатором создания Бакинского трамвая — первого трамвая, построенного в СССР. В августе 1923 года был назначен на должность ответственного секретаря Киевского губкома партии.
С 25 апреля 1923 года до 23 мая 1924 года Варейкис был кандидатом в члены Центральной контрольной комиссии ВКП(б), а с февраля 1924 года — ответственным секретарём ЦК КП (б) Туркестана и членом Среднеазиатского бюро ЦК РКП(б). Варейкис был инициатором национально-территориального размежевания в Средней Азии, когда вновь созданные союзные республики получили необычайно причудливые, извилистые границы (особенно в пределах Ферганской долины).
31 мая 1924 года Варейкис стал кандидатом в члены ЦК ВКП(б). С октября 1924 по январь 1926 года работал заведующим отделом печати ЦК РКП(б) и редактором журналов «Молодая гвардия», «Красная печать», а с января 1926 по апрель 1928 года — секретарём Саратовского губкома ВКП(б).
13 июля 1930 года стал членом ЦК ВКП(б)
С августа 1928 по 19 июня 1934 года работал первым секретарём обкома партии Центрально-Чернозёмной области. Когда в январе 1929 г. вспыхнуло антикоммунистическое восстание в Острогожском округе ЦЧО, Варейкис лично руководил его подавлением. В записке, разосланной членам Политбюро, Варейкис хвастался высокими показателями «раскулачивания» и сулил не позднее весны 1930 года сделать ЦЧО зоной сплошного «коллективного земледелия». Только с февраля 1930 г. по апрель 1931 г. «тройкой» Полномочного представительства ОГПУ по ЦЧО, в состав которой по должности входил Варейкис, было осуждено 19 238 человек, из которых за активную «контрреволюционную» агитацию и участие в «контрреволюционных» организациях — 15 233 чел.
26 января—10 февраля 1934 года делегат XVII съезда ВКП(б) с решающим голосом.
С разделением ЦЧО 19 июня 1934 года на Воронежскую и Курскую области, Варейкис возглавил Воронежский обком партии. На этой должности он пробыл до марта 1935 года. С 20 марта 1935 года до 22 декабря 1936 года работал на должности первого секретаря Сталинградского краевого комитета ВКП(б).

### Во главе Дальневосточного края
Первый секретарь Далькрайкома ВКП(б) И. М. Варейкис наглядно продемонстрировал структуру власти номенклатуры на местах, [приехав] на Дальний Восток уже со своим штатом, в состав которого входили проверенные сотрудники, на которых можно было положиться… — А. Хисамутдинов
15 января 1937 года на VII пленуме Далькрайкома ВКП(б) Варейкис был избран первым секретарём, после чего он подверг критике своего предшественника Лаврентия Иосифовича Лаврентьева (Картвелишвили), обвинив его в «ослаблении революционной большевистской бдительности». Совершив поездку в Приморскую область, Варейкис выступил на партийном активе Владивостока, где вновь обвинил прежнее руководство края в ослаблении бдительности, указав на то, что во всей дальневосточной парторганизации были выявлены всего 30 врагов народа, исключены из партии 87 человек, которым после обмена выдали новые партбилеты. Но полномасштабные репрессии в крае развернулись после февральско-мартовского пленума ЦК ВКП(б), на котором Варейкис 26 февраля выступил с речью. Используя отчётно-выборную кампанию в период подготовки к XII Дальневосточной партийной конференции, весной 1937 года на Дальнем Востоке было развёрнуто выявление «врагов народа» в партийных организациях. 1 апреля, предвидя арест, застрелился в своём кабинете начальник Дальневосточной железной дороги Лев Лемберг, 13 апреля застрелился управляющий трестом «Дальтрансуголь» Иван Котин, а 22 апреля покончил с собой начальник Камчатского акционерного общества Иосиф Адамович.
На открывшейся 30 мая XII Дальневосточной партийной конференции Варейкис обвинил «вредителей», «германских», «японских» и «троцкистских» агентов в срыве выполнения народно-хозяйственных планов. Присутствовавший на конференции Матвей Шкирятов потребовал «по-настоящему бороться с врагами народа».
4 июня органами НКВД был арестован председатель Дальневосточного крайисполкома Григорий Максимович Крутов, после чего началась волна арестов руководителей областных партийных организаций Дальневосточного края. Аресты распространились также на командиров армии и флота, а затем и на руководителей Управления НКВД по ДВК. Среди репрессированных были начальник УНКВД по Дальневосточному краю Т. Д. Дерибас, и сменивший его комиссар госбезопасности 1-го ранга В. А. Балицкий, второй секретарь крайкома партии В. В. Птуха, председатель Далькрайисполкома М. П. Вольский, и. о. председателя Далькрайисполкома Е. В. Лебедев, первые секретари Приморского обкома партии П. М. Таныгин и Н. А. Мякинен, первый секретарь Хабаровского обкома И. В. Слинкин, первый секретарь Сахалинского обкома П. М. Ульянский, начальник штаба ОКДВА А. Ф. Балакирев, командующий ВВС ОКДВА И. Д. Флеровский и пр.
Иосиф Варейкис также занимался депортацией корейского населения в Среднюю Азию. 27 сентября того же года Варейкис подписал постановление о создании комиссии по распределению в Хабаровске пустых квартир высланных корейцев.
8 сентября Варейкис направил И. В. Сталину письменный доклад о проделанной работе, в котором рассказал о ситуации в Дальневосточном крае и об успехах в разоблачении врагов народа. Он сообщал, что только среди работников железных дорог были выявлены и расстреляны 500 шпионов. Он сообщал о многочисленных проблемах и трудностях в самых различных областях жизни края.
13 сентября 1937 года Варейкис выступил на III пленуме Дальневосточного краевого комитета ВКП(б) и вновь потребовал усиления работы по выявлению «врагов народа». Раскритиковал руководство Зейской области: «очень тихо, очень плохо у вас. Для нас является условием — это выкорчевать всех врагов». Также Варейкис заявил: 

«Из того, что мы имеем в ДВК теперь, совершенно очевидно, что здесь была единая разветвлённая, чрезвычайно мощная, захватившая основные командные посты, в том числе и политическое руководство в крае, японская шпионская троцкистско-рыковская организация. Поэтому было бы наивно думать, что в низах у нас, в райкомах, в первичных организациях, в хозяйственных и советских органах нет врагов». — 
 Тем временем на самого Варейкиса уже давали показания по делу так называемого «Дальневосточного параллельного правотроцкистского центра». 19 сентября 1937 года новый начальник УНКВД по ДВК Генрих Самойлович Люшков рапортовал в Москву: 

«вообще не чувствуется, чтобы крайком ВКП(б) активно включился сам и мобилизовал парторганизации и на активное разоблачение врагов или подхватывал проводимые УНКВД аресты для выявления всех связей. Во всём этом имеет значение стиль работы самого Варейкиса, мало соответствующего обстановке ДВК — слишком много заботы о себе и своём отдыхе»— .
30 сентября газета «Правда» опубликовала материал «Кто редактирует Тихоокеанскую звезду», а 6 октября — решение ЦК ВКП(б) о снятии с должности редактора газеты А. В. Швера за «связь с троцкистско-бухаринскими шпионами и засорение аппарата редакции» краевой газеты «Тихоокеанская звезда» «враждебными и политически сомнительными кадрами».

### Репрессии
3 октября 1937 года Иосиф Сталин снял Варейкиса с должности 1-го секретаря Дальневосточного краевого комитета ВКП(б) и отозвал его в Москву. 9-10 октября 1937 года Иосиф Варейкис был арестован на подъезде к Москве как один из активных участников контрреволюционной правотроцкистской организации на территории Центрального Черноземья.
12 октября решением пленума ЦК ВКП(б) Варейкис был выведен из состава ЦК ВКП(б). Арестованный в этот же день заведующий сельхозотделом ЦК ВКП(б) Яков Аркадьевич Яковлев дал на Варейкиса следующие показания:

«Из ряда бесед с ним я убедился, что это авантюрный беспринципный человек, менявший свои убеждения буквально на ходу… Варейкиса я обработал и привлёк в свою руководящую группу троцкистской организации».
«Я и Варейкис полагали, что в случае, если даже троцкизм не победит, мы всё же останемся, благодаря нашей маскировке на руководящем положении в партии… Должен сказать, что мы не стремились к созданию стройной организации, не гнались за вывеской и считали, что время и обстановка работают на нас».

«За последнее время мы сосредоточили огонь клеветы в первую очередь на Молотове, Ежове и Жданове. Мы распространяли клеветнические слухи, направленные против Молотова, распространяли клевету о Жданове, как человеке якобы не соответствующем своему назначению, о Ежове как о случайном выскочке и человеке, который якобы перегибает в борьбе с правыми и троцкистами»— .
13 и 14 октября 1937 года в Хабаровске в зале кинотеатра «Гигант» прошло собрание партийного актива Хабаровска, на котором новый партийный лидер Дальневосточного края, второй секретарь Далькрайкома Георгий Стацевич выступил с докладом по делу «Тихоокеанской звезды», о решениях ЦК ВКП(б) и Бюро Крайкома по Варейкису. Стацевич раскритиковал снятого предшественника, обвиняя его в том, что тот «не возглавил борьбу за выкорчёвывание врагов», что «под нажимом Варейкиса в руководящие парторганы протаскивались работники, не заслуживавшие политического доверия».

«Секретарь крайкома Варейкис не выполнил решение февральского Пленума ЦК ВКП(б) и указания товарища Сталина о проверке и подборе людей по политическому и деловому признаку. Наоборот, он привёз с собой целую „артель“, которая оказалась „артелью“ вражеской». «За всё это в первую очередь нёс ответственность первый секретарь крайкома партии Варейкис, который не возглавил борьбу за выкорчёвывание врагов народа, а наоборот, сплошь и рядом мешал первичным партийным организациям разоблачать врагов».— .
21 октября 1937 года пленум Далькрайкома ВКП(б) официально освободил Варейкиса от должности 1-го секретаря.
29 июля 1938 года Иосиф Михайлович Варейкис был расстрелян по приговору Военной коллегии Верховного суда СССР на полигоне НКВД «Коммунарка».
26 мая 1956 года был реабилитирован и восстановлен в партии.

## Память
- Мемориальная доска Варейкису.С 1935 по 1937 г. Первомайский район Тамбовской области назывался Варейкисовский район.

- Именем Варейкиса были после 1956 года названы улицы в Воронеже (РСФСР), Ульяновске (РСФСР), Донецке (УССР), Днепропетровске (УССР) и Витебске (БССР).
- В 1967 году на верфи «Балтия» был построен большой морозильный рыболовный траулер БМРТ «И. Варейкис»[26]
- В Ульяновске на улице Дворцовой установлена мемориальная доска.

### Кинематография
В 1977 году образ Иосифа Варейкиса был создан актёром Тимофеем Спиваком в фильме «Пыль под солнцем» («Мосфильм»/Литовская киностудия), рассказывающем о подавлении мятежа командующего Восточным фронтом РККА Михаила Муравьёва в июле 1918 года.

### Образ в литературе
В 1966 году вышла мемуарная книга журналиста Бориса Дьякова «Повесть о пережитом», в которой автор не раз вспоминает встречи с Варейкисом в период своей журналистской работы. Дьяков приехал на Дальний Восток вместе с Александром Швером, назначенным редактором краевой газеты «Тихоокеанская звезда» и затем подвергся репрессиям, как участник правотроцкистской организации. 
В 1989 году в серии «Пламенные революционеры» вышла повесть Бориса Хотимского «Непримиримость», посвящённая Иосифу Варейкису.

## Сочинения
- О нашей программе. 1919.
- Социализм и трудовая повинность. 1920.
- Возможна ли победа [социализма] в одной стране? 1925.
- Коренной вопрос наших разногласий. ГИЗ. 1925.
- Пролетарская революция и национальный вопрос. Харьков, 1925.
- Сельячейка ВКП(б). ГИЗ, 1929.
- Наша печать. М. 1925.
- Задачи партии в области печати. 1926.
- Внутрипартийные разногласия (Отношение партии к троцкизму) — М.; Л., 1925. — 103 с.
- Исторический смысл троцкизма. Баку, 1925.

## Награды
- Орден Ленина — 15 марта 1935 года — «за выдающиеся успехи в течение ряда лет в области сельского хозяйства, равно как и в области промышленности»[5]